# Сингапур на Светском првенству у атлетици на отвореном 2019.
Сингапур је учествовао на 17. Светском првенству у атлетици на отвореном 2019. одржаном у Дохи од 27. септембра до 6. октобра шеснаести пут. Репрезентацију Сингапура је представљала једна атлетичарка која се такмичила у трци на 200 м.,
На овом првенству такмичарка Сингапура није освојила ниједну медаљу нити остварила неки резултат.

## Учесници
Жене:
- Вероника Шанти Переира — 200 м

## Резултати

### Жене
| Атлетичарка            | Дисциплина | Лични рекорд | Квалификације | Квалификације | Полуфинале            | Полуфинале            | Финале                | Финале       | Детаљи |
| Атлетичарка            | Дисциплина | Лични рекорд | Резултат      | Место         | Резултат              | Место                 | Резултат              | Место        | Детаљи |
| ---------------------- | ---------- | ------------ | ------------- | ------------- | --------------------- | --------------------- | --------------------- | ------------ | ------ |
| Вероника Шанти Переира | 200 м      | 23,60        | 24,00         | 7. у гр. 5    | Није се квалификовала | Није се квалификовала | Није се квалификовала | 43 / 43 (51) |        |